# Вішнево (Воложинський район)
Ві́шнев, Ві́шнево (пол. Wiszniew, біл. Ві́шнеў, Ві́шнева) — село в складі Воложинського району Мінської області, 18 км на захід від Воложина, на лівому березі річки Гольшанка. Є центром Вишневської сільради.

## Історія
За часи Речі Посполитої містечко перебувало в складі Ошмянського повіту Віленського воєводства.

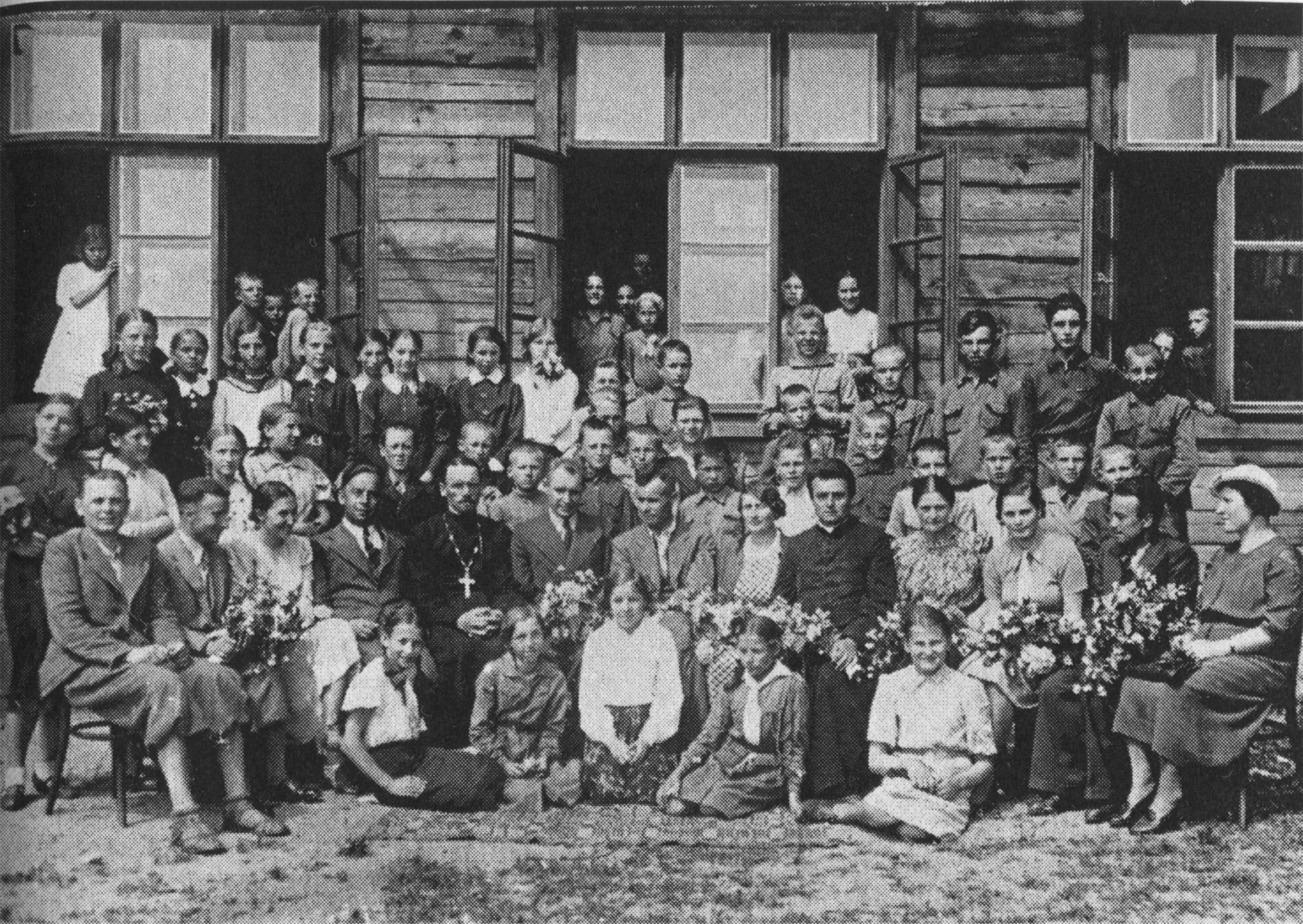
Польська школа у Вішнево, 1939

У 1921—1939 роках містечко входило до Польської Республіки в складі Воложинського повіту Новогрудського воєводства, була центром гміни. В ніч з 18 на 19 липня 1924 року на містечко здійснила грабіжницький напад більшовицька диверсійна група.
Чисельність населення цього містечка становила в 1907 році 2650 жителів, з яких 1863 — євреї. Основна частина їх пізніше емігрувала або була знищена нацистами, які 30 серпня 1942 року вбили 1100 євреїв. Про цю трагедію нагадує меморіальний камінь.

## Інформація для туристів

### Пам'ятки
- Костел Пресвятої Діви Марії (1637—1641).
- Кладовище єврейське.
- Кладовище старе.
- Садиба Хрептовічей (поч. ХХ ст.).
- Церква Св. Козьми і Дем'яна (1865).

## Відомі люди

### Уродженці
- Шимон Перес — відомий ізраїльський політик, президент Ізраїлю і лауреат Нобелівської премії миру 1994 року. Поїхав з Вішнево зі своєю родиною в 1934 році.
- Нахум Гольдман — громадський діяч, один з лідерів сіоністського руху, засновник і голова Всесвітнього єврейського конгресу.

### Померли
- Симон Будний — діяч білоруської культури, гуманіст, філософ, просвітитель, історик Великого Князівства Литовського. Активний учасник реформаторського руху, один із засновників наукової критики Біблії.